# 藤井有邻馆
35°0′42.1″N 135°46′52.6″E / 35.011694°N 135.781278°E
藤井有邻馆是日本京都市左京区一家以收藏中国古代文物为主的私人博物馆，隶属于日本财团法人藤井齐成会。它的名字取自《论语》中的“德不孤，必有邻”，表达了希望中日友好的愿望。

## 历史
这家博物馆由日本近江的富商藤井善助（1873-1943）创建于1926年10月。藤井善助早年留学于上海的日清贸易研究所（1901年改组为东亚同文书院），回到日本后继承家业，并步入政坛，当选为众议员。从政期间，在中国文化权威犬养毅的影响下，藤井善助开始收集中国文物。辛亥革命后，大量的清宫旧藏流往日本，藤井善助抓住机遇并在内藤湖南、长尾雨山等日本汉学家的帮助指导下，将许多稀世珍宝收入囊中，包括了商、周青铜器到宋、元、明、清书画。该馆的镇馆之宝是黄庭坚的《李白忆旧游诗》。黄庭坚的《砥柱铭》、米芾的《研山铭》、宋徽宗的《写生珍禽图》也曾藏于该馆。该馆所藏唐人写本《春秋经传集解》等被列为日本国宝，另有若干文物被列为日本重要文化财，但大多数中国文物并未被纳入日本文化遗产保护名录。
藤井有邻馆的馆舍本身也是一件艺术品。有邻馆由两栋南北毗邻的建筑组成，主馆是西式风格的三层砖石建筑，一层主要展示石刻佛像，二层展示青铜器、印章等杂项，三层陈列书画杂项，展品有近千件中国文物。由于馆舍狭小，摆放的文物众多，整个博物馆更类似于一个文物仓库。馆舍顶部则竖立起一座清代风格的八角亭，亭身涂满朱漆，上面铺设的琉璃黄瓦是乾隆年间制作的用于修缮故宫的库存古物。有邻馆是故宫等清代皇家建筑以外的唯一使用清宫琉璃瓦的房子。由于是私人博物馆，有邻馆并不像一般公立博物馆那样几乎全年免费开放，它只在每个月（1月、8月除外）的第一和第三个星期日的中午到下午11:00-16:00开放（15:30停止入馆），并且还要购买门票（主馆1000日元，配馆600日元）。